# Relaciones Argentina-Líbano
Las relaciones Argentina–Líbano se refiere a las relaciones diplomáticas entre la República Argentina y la República Libanesa. Ambas naciones disfrutan de relaciones amistosas, cuya importancia se centra en la historia de la inmigración libanesa a la Argentina. Hay aproximadamente 1.5 millones de argentinos de ascendencia libanesa. La comunidad libanesa en Argentina es la tercera comunidad de inmigrantes más grande del país (después de España e Italia) y Argentina tiene la segunda comunidad más grande en América Latina (después de Brasil). Ambas naciones son miembros del G24 y de las Naciones Unidas.

## Historia

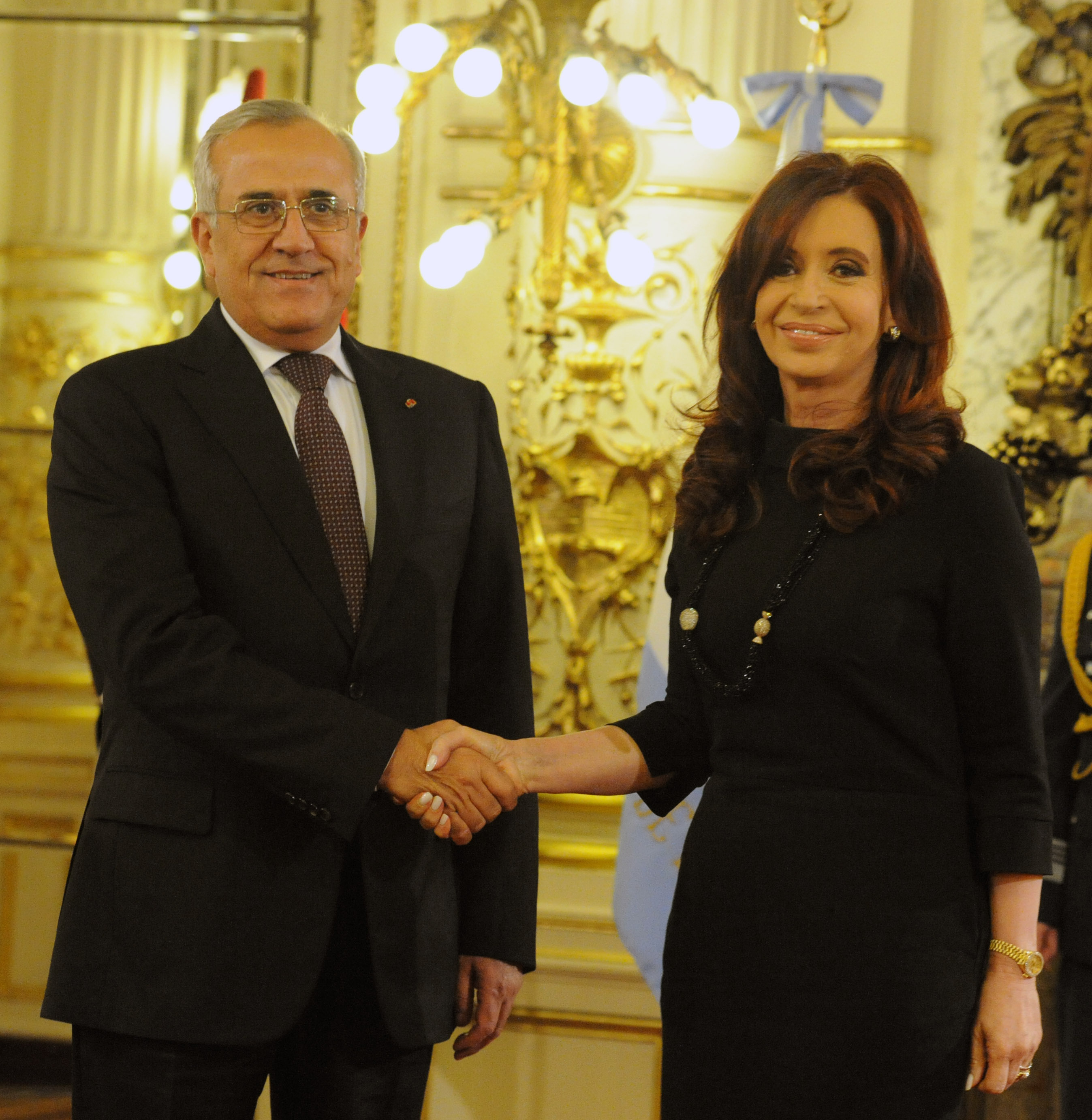
La Presidenta argentina Cristina Fernández de Kirchner junto con el presidente libanés Michel Sleiman en Buenos Aires, 2012.

Desde 1860, varios miles de libaneses comenzaron a emigrar a la Argentina, principalmente para escapar de la persecución del Imperio otomano (del cual Líbano pertenecía en esos tiempos) y de la Guerra civil del Monte Líbano. Inicialmente, la mayoría de los inmigrantes libaneses a la Argentina fueron cristianos, sin embargo, a lo largo de las décadas, los libaneses que profesaban la fe islámica también comenzaron a emigrar a la Argentina. En 1943, el Líbano obtuvo su independencia de Francia y en 1945, Argentina reconoció la independencia y estableció relaciones diplomáticas con el Líbano. En mayo de 1954, el presidente libanés, Camille Chamoun, realizó una visita oficial a la Argentina y se reunió con el presidente argentino Juan Domingo Perón. Después de la visita, Argentina abrió una embajada en Beirut.
Las relaciones entre Argentina y Líbano fueron limitadas durante la guerra civil libanesa. En 1998, el presidente argentino Carlos Menem realizó una visita oficial de tres días al Líbano. Durante la visita, el presidente Menem se reunió con el presidente libanés Elias Hrawi y promovió mejores relaciones comerciales entre ambas naciones. En 2012, el presidente libanés, Michel Sleiman, realizó una visita oficial a la Argentina y se reunió con la Presidenta argentina Cristina Fernández de Kirchner.
En mayo de 2016, la canciller argentina Susana Malcorra realizó una visita al Líbano donde converso sobre la guerra civil siria y visitó un campo de refugiados sirios cerca de la frontera libanesa-siria. Ese mismo año, Argentina acordó reasentar a 3,000 refugiados sirios del Líbano sin embargo la mayoría volvería a Siria debido a la crisis y la inflación argentina del año 2017

## Visitas de alto nivel
Visitas de alto nivel de Argentina al Líbano
- Presidente Carlos Menem (1998)
- Ministra de Relaciones Exteriores Susana Malcorra (2016)

Visitas de alto nivel del Líbano a Argentina
- Presidente Camille Chamoun (1954)
- Presidente Michel Sleiman (2012)
- Ministro de Relaciones Exteriores Gebran Bassil (2014)

## Relaciones bilaterales
Ambas naciones han firmado algunos acuerdos bilaterales como un Acuerdo de Comercio y Cooperación Económica; Acuerdo de Cooperación Técnica y un Acuerdo de Cooperación Turística.

## Comercio
En 2017, el comercio total ascendió a $110 millones de dólares. Las principales exportaciones de Argentina al Líbano incluyen: carne de res, yerba mate, soja, garbanzos y productos lácteos. Las principales exportaciones del Líbano a la Argentina incluyen: comida conservada en lata, frutas secas y productos químicos para fines agrícolas.

## Misiones diplomáticas residentes
- Argentina tiene una embajada en Beirut.[13]
- Líbano tiene una embajada en Buenos Aires.[14]